# Javier Pérez de Cuéllar
Javier Pérez de Cuéllar de la Guerra, perujski diplomat in politik, * 19. januar 1920, Lima, Peru, † 4. marec 2020, Lima.
Pérez de Cuéllar je bil generalni sekretar OZN (1. januar 1982-31. december 1991), predsednik vlade Peruja in minister za zunanje zadeve Peruja (2000-2001) ter veleposlanik Peruja v Franciji (2001-2004).